# Дальневосточные игры 1925
VII Дальневосточные игры — соревнование мужских сборных команд некоторых стран Азии. Были проведены в мае 1925 года в Маниле, Филиппины, США. Спортсмены соревновались в восьми видах спорта.

## Участники
В соревнованиях вновь приняли участие 3 страны:
- Китайская республика
- Филиппины (организатор)
- Японская империя

## Виды спорта и чемпионы
| Вид спорта               | Чемпионы       |
| ------------------------ | -------------- |
| Бейсбол                  | Филиппины      |
| Баскетбол                | Филиппины      |
| Лёгкая атлетика          | Филиппины      |
| Волейбол                 | Филиппины      |
| Плавание                 | Япония         |
| Теннис, одиночный разряд | Гавиа          |
| Теннис, парный разряд    | Йосиба/Кобаяси |
| Футбол                   | Китай          |